# جاناتان ایسریک
 جاناتان ایسریک (انگلیسی: Jonathan Eysseric؛ زادهٔ ۲۷ مهٔ ۱۹۹۰) یک تنیس‌باز اهل فرانسه است.